# Geding
Geding ligger i Østjylland og er en lille landsby, beliggende 2 kilometer nordvest for Tilst, ca 9 kilometer fra Aarhus. Der er ca. 36 husstande i landsbyen. Geding ligger i Aarhus Kommune og hører til Region Midtjylland. 
56°12′26.02″N 10°5′35.27″Ø / 56.2072278°N 10.0931306°Ø